# تقدیم به تو
تقدیم به تو (انگلیسی: Dedicated to You) آلبومی با صدای فرانک سیناترا است که در سال ۱۹۵۰ منتشر شد.